# Fundaçom Artábria
A Fundaçom Artábria é uma entidade cultural dedicada principalmente à defesa dos direitos linguísticos do povo galego.
Defende a unidade linguística galego-portuguesa e o pleno reconhecimento do galego (entendido como português da Galiza) como língua nacional da Galiza. O seu âmbito de actuação é a comarca de Trasancos, no noroeste da Galiza, contando com a sua sede social na cidade de Ferrol.
Foi declarada de Interesse Galego e classificada de interesse cultural pela Junta da Galiza em 1998, ano da sua criação. 

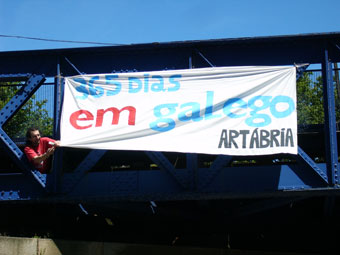
O activismo em defesa dos direitos linguísticos na Galiza faz parte do trabalho social da Fundaçom Artábria

Inscrita como tal em Abril de 1998, a abertura do seu centro social, em Setembro do mesmo ano, marcou o início de uma nova corrente associativa na Galiza, tendo sido abertos a partir desse ano um número importante de centros sociais autogeridos inspirados na experiência da Fundaçom Artábria, um pouco por toda a Galiza.
O seu centro social originário ficava na rua Madalena, no centro histórico de Ferrol, onde permaneceu nos primeiros anos de intervenção. Posteriormente, foi transladada para o bairro de Esteiro, na mesma cidade, onde fica na actualidade o seu centro social (na Travessa de Batalhons, nº 7, rés-do-chão). 
Sem qualquer fim lucrativo, a Fundaçom Artábria, que é financiada polas quotas das vizinhas e vizinhos da comarca de Trasancos associadas, desenvolve todo o tipo de actuações socio-culturais, entendidas num sentido amplo: concertos, edição de livros, bandas desenhadas e outros materiais em galego (português da Galiza), organização de cursos de língua e de outras disciplinas, festivais, palestras, excursões, campanhas reivindicativas em torno da defesa do idioma da Galiza etc.

## As origens
Artábria foi inicialmente uma associação dedicada à defesa da língua da Galiza e da sua identidade com o português. Criada em 1992 no concelho de Narón, o seu âmbito estendeu-se logo aos concelhos vizinhos de Ferrol e Fene, com pessoas associadas procedentes dos mesmos. Nessa etapa inicial, a Associaçom Reintegracionista Artábria organizou cursos de língua em Narón e Ferrol, em ocasiões colaborando com instituições municipais ou com o movimento associativo da comarca.
Em 1992, colabora na edição da bem sucedida História da Língua em Banda Desenhada, em colaboração com outros colectivos locais reintegracionistas que nesse ano existiam em Compostela (Assembleia Reintegracionista de Bonaval), Vigo (Associaçom Cultural V Irmandade), Ordes (Associaçom Reintegracionista de Ordes), Salnês (Clube Reintegracionista do Salnês), a Estrada (Sociedade Cultural Marcial Valadares) e Ourense (Grupo Reintegracionista Meendinho). Este último era o principal impulsionador da iniciativa editorial, junto ao Colectivo Pestinho-Frente Comixário (também de Ourense). A edição de 3.000 exemplares ficou esgotada em pouco tempo, o que era um número importante para uma banda desenhada em galego-português na Galiza desse ano.

## Publicações
Além da já referida colaboração na História da Língua em Banda Desenhada, a Artábria publicou, na etapa anterior à sua transformação em Fundação de Interesse Galego, em 1995, um novo volume em formato de comic: a História da Galiza em Banda Desenhada, com guião de Maurício Castro e Gonçalo Grandal, e desenhos de Leandro Lamas, com assessoramento histórico do arqueólogo municipal de Narón na altura, André Pena. Foram editados 4.000 exemplares, rapidamente esgotados, contando com a colaboração de outras entidades culturais e reintegracionistas, como o Grupo Reintegracionista Meendinho, a Assembleia Reintegracionista de Bonaval, A Gente da Barreira (Ourense), Asociación Cultural Auriense (Ourense), Frente Comixário, Sociedade Cultural e Desportiva do Condado (Salvaterra de Minho), Associaçom Galega da Língua, Associaçom Cultural Vª Irmandade, Renovação (colectivo galego de emigrantes em Madrid), Associaçom Cultural Aloia (colectivo galego de emigrantes na Catalunha) e Associaçom Civil de Amigos do Idioma Galego (colectivo galego de emigrantes na Argentina). 
Já em 1998, coincidindo com a conversão em Fundação e a abertura do seu Centro Social em Ferrol, a Artábria edita o Manual de Iniciaçom à Língua Galega, da autoria de Maurício Castro, presidente da entidade nesse momento. Uma iniciativa bem sucedida, de conteúdo formativo em nível linguístico e sociolinguístico, cuja edição ficou esgotada em poucos meses. Hoje existe uma reedição em formato digital que pode ser descarregada gratuitamente no blogue da Fundação Artábria e no Portal Galego da Língua.
No ano seguinte, em 1999, a Fundaçom Artábria publicou o poemário Gong, primeira obra publicada do escritor Carlos Quiroga, cuja qualidade tem vindo a ser reconhecida nestes anos, com diferentes prémios, obras publicadas e colaborações no âmbito literário de países como Portugal e o Brasil, junto à própria Galiza.
O Saltom Astronauta (O Gafanhoto Astronauta, em português de Portugal e do Brasil) foi um conto infantil editado em formato electrónico, também disponível na actualidade no blogue da Fundaçom Artábria. A autoria dos textos é de P. Pablo Patinho com desenhos de Leandro Lamas, conhecido pintor da comarca de Trasancos (Galiza).
Outras obras publicadas nestes anos foram Introduçom à Lingüística com Corpora, uma co-edição com a editora Laiovento, a partir da tese de doutoramento de J. H. Peres Rodrigues; e Conhecermos Carvalho Calero, caderno divulgativo sobre a vida e a obra do grande intelectual galego (pode também ser descarregado no blogue da Fundaçom Artábria).
Em 2007, junto a outros colectivos e editoras galegas, publicou o Manual Galego de Língua e Estilo, da autoria de Beatriz Peres, Eduardo S. Maragoto e Maurício Castro, extensa obra de referência para a escrita do galego consoante os critérios do padrão reintegracionista proposto pela AGAL.

## Festival da Terra e da Língua
As actividades da Fundaçom Artábria não se têm limitado ao espaço do seu Centro Social. Cada verão desde 2000, organiza o chamado Festival da Terra e da Língua, evento popular que decorre no lugar do Moinho de Pedroso (Concelho de Narón), e que cada ano é dedicado a uma temática social ou cultural concreta.
Concertos, debates, jogos infantis e populares, teatro e outras actividades lúdicas dão conteúdo ao Festival da Terra e da Língua, que costuma ser organizado, quer no mês de Junho, quer no de Julho. A deste ano é a sétima edição, dedicada à recuperação da memória histórica da ditadura franquista e da repressão sofrida pelos defensores da cultura e a língua da Galiza naqueles anos.
Nas duas últimas edições, os actos ligados ao Festival alargaram-se à organização de um Concurso musical dirigido aos grupos que realizam o seu labor de criação artística em galego, incluindo a edição das maquetes e a organização de um concerto com as bandas finalistas.

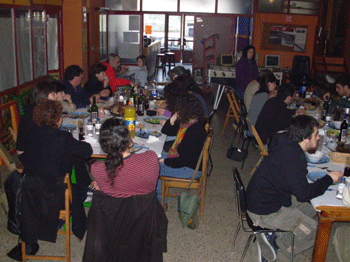
As actividades lúdicas são importantes nas programações da Fundaçom Artábria. Na imagem, almoço comemorativo do Dia das Letras Galegas, em Maio de 2007

## Local Social
Primeiro no bairro da Madalena e actualmente no de Esteiro, na cidade de Ferrol, o local social da Fundaçom Artábria é um espaço em que a própria entidade organiza actividades culturais, gastronómicas, debates, palestras, projecções de cinema, teatro, poesia, conta-contos e todo o tipo de eventos culturais, além das assembleias internas de sócios e sócias.
O local é também gratuitamente cedido a outros colectivos e associações locais, para realizarem reuniões ou disporem das instalações para a organização de actos públicos.

## Actividades lúdicas e formativas
Durante vários anos, o colectivo A Revolta, formado por sócios e sócias encarregou-se de organizar festas e outras actividades lúdicas como a participação nos Maios, no Entrudo, nas fogueiras do Solstício de Verão ou na Festa das Cabaças ("abóboras") em Novembro.
A música ao vivo ocupa também um lugar de destaque nas actividades da Fundação Artábria, promovendo a criação e as actuações de músicos galegos de todos os estilos musicais, que utilizam o galego como veículo expressivo. Aos fins-de-semana costuma organizar actuações, além dos prémios grupos novéis em galego que convocou em 2006 e 2007.

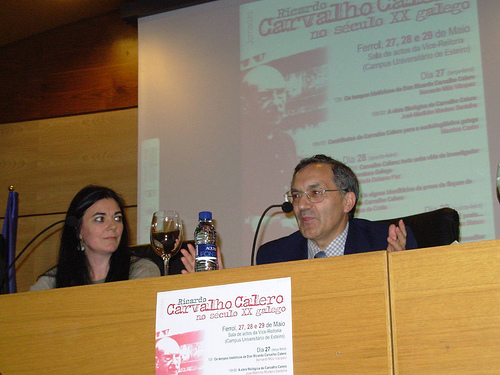
Jornadas dedicadas ao estudo e divulgação da obra de Ricardo Carvalho Calero em Ferrol, cidade natal do autor, organizadas pela Fundação Artábria em Maio de 2008. Intervenção de José Martinho Montero Santalha, discípulo do intelectual homenageado.

Em Maio de 2008, a Fundaçom Artábria organizou em Ferrol umas Jornadas de formação e divulgação dedicadas à figura e à obra do intelectual ferrolano Ricardo Carvalho Calero, um dos principais teóricos do reintegracionismo. Nas Jornadas participaram especialistas na obra de Carvalho Calero e docentes de todas as universidades galegas, bem como professores de ensino secundário e escolas oficiais de idiomas: o historiador Bernardo Máiz enquadrou historicamente os 80 anos de vida do autor, entre 910 e 1990; José Martinho Montero Santalha expôs a trajectória do que foi o seu mestre em matéria filológica; Maurício Castro apresentou uma comunicação sobre os contributos de Carvalho Calero para a sociolingüística galega; o professor Xosé Maria do Barro dissertou sobre a actividade investigadora o autor homenageado no campo da literatura galega; Henrique da Costa falou sobre a narrativa caleriana; Carme Blanco fez uma exposição sobre o Carvalho poeta e Araceli Herrero Figueroa apresentou uma palestra sobre a obra teatral.

## Reintegracionismo e defesa dos direitos linguísticos
A defesa da unidade lingüística no espaço galego-português (reintegracionismo) é um dos sinais de identidade da Fundaçom Artábria, junto à reivindicação do uso social do idioma da Galiza. Uma comissão lingüística é responsável pela dinamização de actividades nessa área, incluindo campanhas dirigidas às instituições públicas e actos com motivo do Dia das Letras Galegas, cada 17 de Maio.

## Publicações da Fundaçom Artábria disponíveis on line
- Edição em PDF da História da Língua em Banda Desenhada, em cuja edição participou a Artábria em 1992
- Edição em PDF da História da Galiza em Banda Desenhada, da autoria de Gonçalo Grandal, Maurício Castro e Leandro Lamas, publicada pela Fundaçom Artábria em papel no ano 1995[ligação inativa]
- Edição em formato realista de fácil leitura da História da Galiza em Banda Desenhada, da autoria de Gonçalo Grandal, Maurício Castro e Leandro Lamas, publicada pela Fundaçom Artábria em papel no ano 1995
- Edição em PDF do Manual de iniciaçom à língua galega, da autoria de Maurício Castro, publicado pela Artábria em 1998
- Edição em formato realista de fácil leitura do Manual de iniciaçom à língua galega, da autoria de Maurício Castro, publicado pela Artábria em 1998
- Edição em PDF do poemário Gong, da autoria do escritor Carlos Quiroga, publicado pela Fundaçom Artábria em papel no ano 1999
- Edição em PDF do Caderno Conhecermos Carvalho Calero, elaborado e publicado em papel pela Fundaçom Artábria em 2000
- Edição em PDF do livro infantil ilustrado O saltom astronauta, da autoria de Pepablo Patinho e Leandro Lamas